# 하민 (가수)
하민(본명: 김강민, 2001년 11월 13일 ~)은 대한민국 보이 그룹 TRCNG의 전멤버로, 대한민국의 배우이자 현재 아이돌 BXB 멤버이다.

## 학력
- 금옥중학교 (졸업)
- 서울공연예술고등학교 실용음악과 (졸업)

## 음악 활동

### 정규 앨범
- 2017년 : TRCNG 1ST MINI Album 'NEW GENERATION'
- 2018년 : WHO AM I
- 2018년 : Game Changer
- 2018년 : 피어나 (Love Your Glow) OST - Part 2
- 2019년 : TRCNG 1st DIGITAL SINGLE ALBUM [Paradise]
- 2019년 : TRCNG 2nd Single Album [RISING]

## 출연작

### 공연
- 2017년 : 2017 드림콘서트 in 평창
- 2017년 : MBN HERO 콘서트
- 2018년 : K-POP World Festa - 강릉
- 2018년 : TRCNG VALENTINE MUSIC TALK SHOW
- 2018년 : 2018 드림콘서트
- 2018년 : 케이스타 2018 코리아 뮤직 페스티벌
- 2018년 : INCHEON K-POP CONCERT 2018
- 2018년 : log on TRCNG.CON
- 2019년 : 2019 K-pop Artist Festival

### 드라마
- 2025년 헤븐리 웹드라마 하트 스테인 - 박도하 역